# The London Gazette
The London Gazette è il più antico giornale britannico esistente. Pubblicata per la prima volta il 7 novembre 1665 con il nome di Oxford Gazette, è la pubblicazione ufficiale del Regno Unito. Non essendo un giornale convenzionale, nel senso che non tratta gli eventi mediatici abituali, ha una diffusione piuttosto limitata.

## Storia

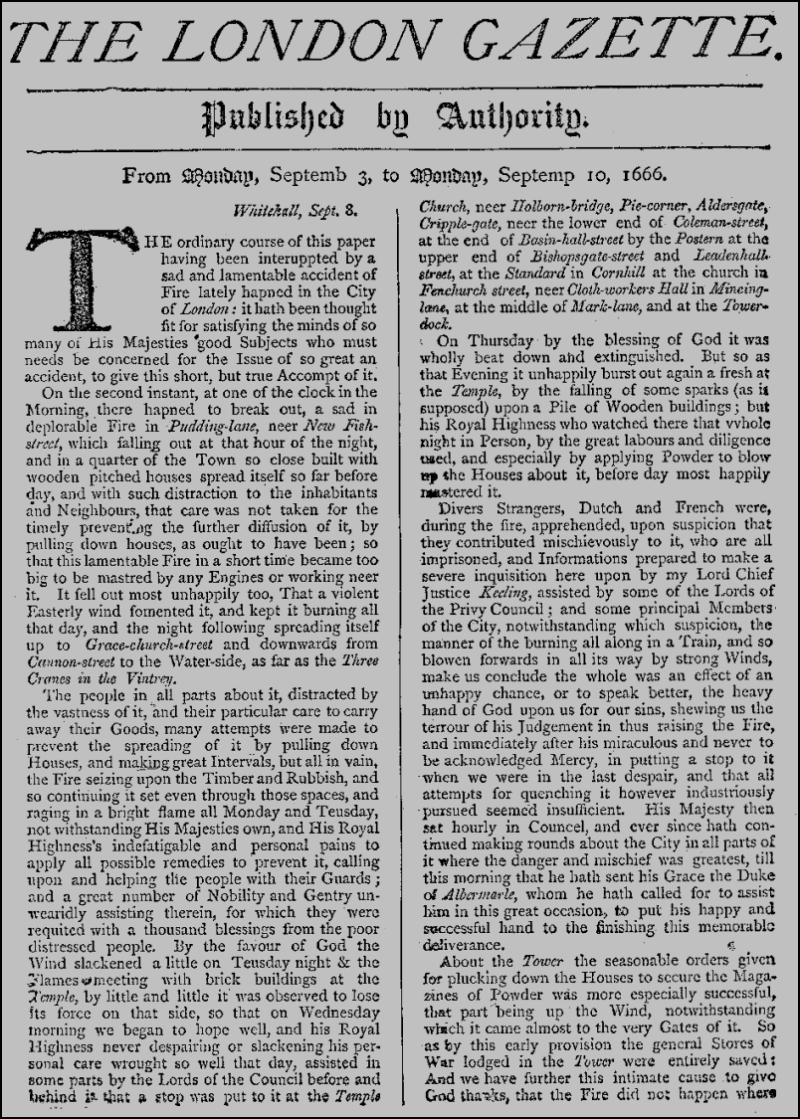
The London Gazette, prima pagina del 3-10 settembre 1666, sul Grande incendio di Londra.

La London Gazette fu fondata durante la Restaurazione inglese da Henry Muddiman. Quest'ultimo aveva iniziato la sua carriera di giornalista durante l'interregno quando fu nominato redattore del Parliamentary Intelligencer, l'organo ufficiale del Long Parlement. Nel 1666, Muddiman lanciò l'Oxford Gazette, che proponeva una selezione di notizie sulla corte reale, che a quel tempo si era rifugiata a Oxford a causa della peste di Londra. Quando la corte tornò al Palazzo di Whitehall continuò la pubblicazione con il nome di London Gazette.
Nel XXI secolo la London Gazette esce tutti i giorni ad eccezione del sabato, della domenica e dei giorni festivi.